# Winsen (Luhe)
 For alternative betydninger, se Winsen. (Se også artikler, som begynder med Winsen)
Winsen (Luhe) er administrationsby i Landkreis Harburg i den tyske delstat Niedersachsen. Den ligger ved den lille flod Luhe, i nærheden af dens udløb i Ilmenau, kort før dens udløb i Elben, omkring 25 km sydøst for Hamburg, og 20 km nordvest for Lüneburg.

## Inddeling
Ved en kommunalreform i 1972 blev de 13 indtil da selvstændige kommuner/landsbyer Bahlburg, Borstel, Gehrden, Hoopte, Laßrönne, Luhdorf, Pattensen, Rottorf, Roydorf, Sangenstedt, Scharmbeck, Stöckte og Tönnhausen indlemmet i Winsen.

## Eksterne kilder og henvisninger
- Wikimedia Commons har flere filer relateret til Winsen (Luhe)